# Vuelta a España 2023/13. Etappe
Die 13. Etappe der Vuelta a España 2023 fand am 8. September 2023 statt. Sie führte das spanische Etappenrennen nach Frankreich und endete mit der höchsten Bergankunft der 78. Austragung. Die Strecke führte von Formigal über 134,7 Kilometer auf den Col du Tourmalet (2115 m), wobei zunächst mit dem Col du Pourtalet, Col d’Aubisque und Col de Spandelles drei weitere Pyrenäen-Pässe überquert werden mussten. Nach der Zielankunft hatten die Fahrer insgesamt 1933,6 Kilometer absolviert, was 61,2 % der Gesamtdistanz der Rundfahrt entspricht.
Jonas Vingegaard (Jumbo-Visma) gewann die Etappe nachdem er sich rund acht Kilometer vor dem Ziel im Anstieg des Col du Tourmalet von den anderen Favoriten hatte absetzen können. Die Plätze zwei und drei gingen an seine Teamkollegen Sepp Kuss und Primož Roglič mit 30 bzw. 33 Sekunden Rückstand. Sepp Kuss verteidigte das Rote Trikot.

## Streckenführung
Nach dem Start in Formigal auf einer Höhe von 1557 Metern, wurden die letzten 4,4 Kilometer der Südauffahrt des Col du Pourtalet (1794 m) absolviert. Auf der Kuppe des Passes wurde eine Bergwertung der 3. Kategorie abgenommen, ehe eine längere Abfahrt auf französischem Staatsgebiet folgte. Nach 32,2 Kilometern wurde Laruns erreicht, wo die Straße mit dem Col d’Aubisque (1709 m) erneut zu steigen begann. Mit einer durchschnittlichen Steigung von 7,1 % auf einer Länge von 16,5 Kilometern war der Col d’Aubisque als Bergwertung der Categoría especial (ESP) kategorisiert. Nachdem der Pass bei Kilometer 48,7 überquert worden war, folgte eine kurze Abfahrt, ehe eine Gegensteigung auf den nicht-kategorisierten Col du Soulor führte. Nun bogen die Fahrer links ins Vallée de l'Ouzom ab und gelangten so zum Einstieg in den Col de Spandelles (1378 m), der auf einer Länge von 10,3 Kilometern eine Durchschnittsteigung von 8,3 % aufwies. Auf der Passhöhe wurde nach 82 Kilometern neben einer Bergwertung der 1. Kategorie auch ein Bonussprint ausgefahren, bei dem Zeitbonifikationen für das Gesamtklassement vergeben wurden. Die nachfolgende schmale Abfahrt führte nach Argelès-Gazost, ehe es leicht bergauf zum Zwischensprint in Pierrefitte-Nestalas ging, der nach 103,4 Kilometern erreicht wurde. Im Anschluss führte die Straße mit geringen Steigungsprozenten entlang des Gave de Gavarine nach Luz-Saint-Sauveur, wo der Schlussanstieg des Col du Tourmalet begann.
Die Westauffahrt des Col du Tourmalet wies auf einer Länge von 18,9 Kilometern eine durchschnittliche Steigung von 7,4 % auf. Im unteren Teil wurde die Ortschaft Barèges durchfahren, ehe sich die Charakteristik des Anstiegs nach einem kurzen Flachstück deutlich veränderte. Anders als auf der ersten Hälfte des Anstiegs führte der obere Teil auf schmalen Straßen über zahlreiche Kehren. Zudem nahmen auch die Steigungsprozente etwas zu, wobei der letzte Kilometer mit fast 10 % im Schnitt am anspruchsvollsten war. Der Col du Tourmalet galt ebenfalls als Anstieg der Categoría especial.
|                             | Ort                  | Kilometer | Länge (km) | Höhe (m) | Ø Steigung |
| --------------------------- | -------------------- | --------- | ---------- | -------- | ---------- |
| Start                       | Formigal             | 0,0       |            |          |            |
| Bergwertung (3. Kategorie)  | Col du Pourtalet     | 4,4       | 4,4        | 1794     | 5,4 %      |
| Bergwertung (ESP Kategorie) | Col d’Aubisque       | 48,7      | 16,5       | 1709     | 7,1 %      |
| Bergwertung (1. Kategorie)  | Col de Spandelles    | 82        | 10,3       | 1378     | 8,3 %      |
| Bonussprint                 | Col de Spandelles    | 82        |            |          |            |
| Zwischensprint              | Pierrefitte-Nestalas | 103,4     |            |          |            |
| Bergwertung (ESP Kategorie) | Col du Tourmalet     | 134,7     | 18,9       | 2115     | 7,4 %      |
| Ziel                        | Col du Tourmalet     | 134,7     |            |          |            |

## Rennverlauf
Mit Alan Jousseaume (TotalEnergies), Orluis Aular (Caja Rural-Seguros RGA) und Robbe Ghys (Alpecin-Deceuninck) gingen drei Fahrer nicht an den Start der 13. Etappe. Unmittelbar nachdem das Rennen freigegeben worden war, kam es zu den ersten Angriffen im Feld. Auf der Passhöhe des Col du Pourtalet sicherte sich Romain Bardet (DSM-Firmenich) die meisten Punkte im Kampf um die Bergwertung, wobei sich der Franzose noch nicht vom langgezogenen Fahrerfeld abgesetzt hatte. Nach der Abfahrt blieb das Tempo im Col d’Aubisque weiter hoch, da sich noch keine Fluchtgruppe gebildet hatte. Aufgrund der zahlreichen Angriffe und des hohen Tempos zerfiel das Hauptfeld im Anstieg. Zunächst verlor João Almeida (UAE Team Emirates) den Anschluss zur Favoritengruppe, ehe auch Remco Evenepoel (Soudal Quick-Step) zurückfiel. An der Spitze des Rennens setzten sich mit Andreas Kron (Lotto Dstny), Cristián Rodríguez (Arkéa-Samsic), Juan Pedro López (Lidl-Trek) und Michael Storer (Groupama-FDJ) vier Fahrer vom Hauptfeld ab, wobei sich in Michael Storer die meisten Punkte auf der Passhöhe des Col d'Aubisque sicherte. Knapp dahinter folgte die Gruppe um das Rote Trikot in der nur noch rund 30 Fahrer verblieben waren. Remco Evenepoel und João Almeida wiesen auf der Passhöhe bereits einen Rückstand von mehr als einer Minute auf.

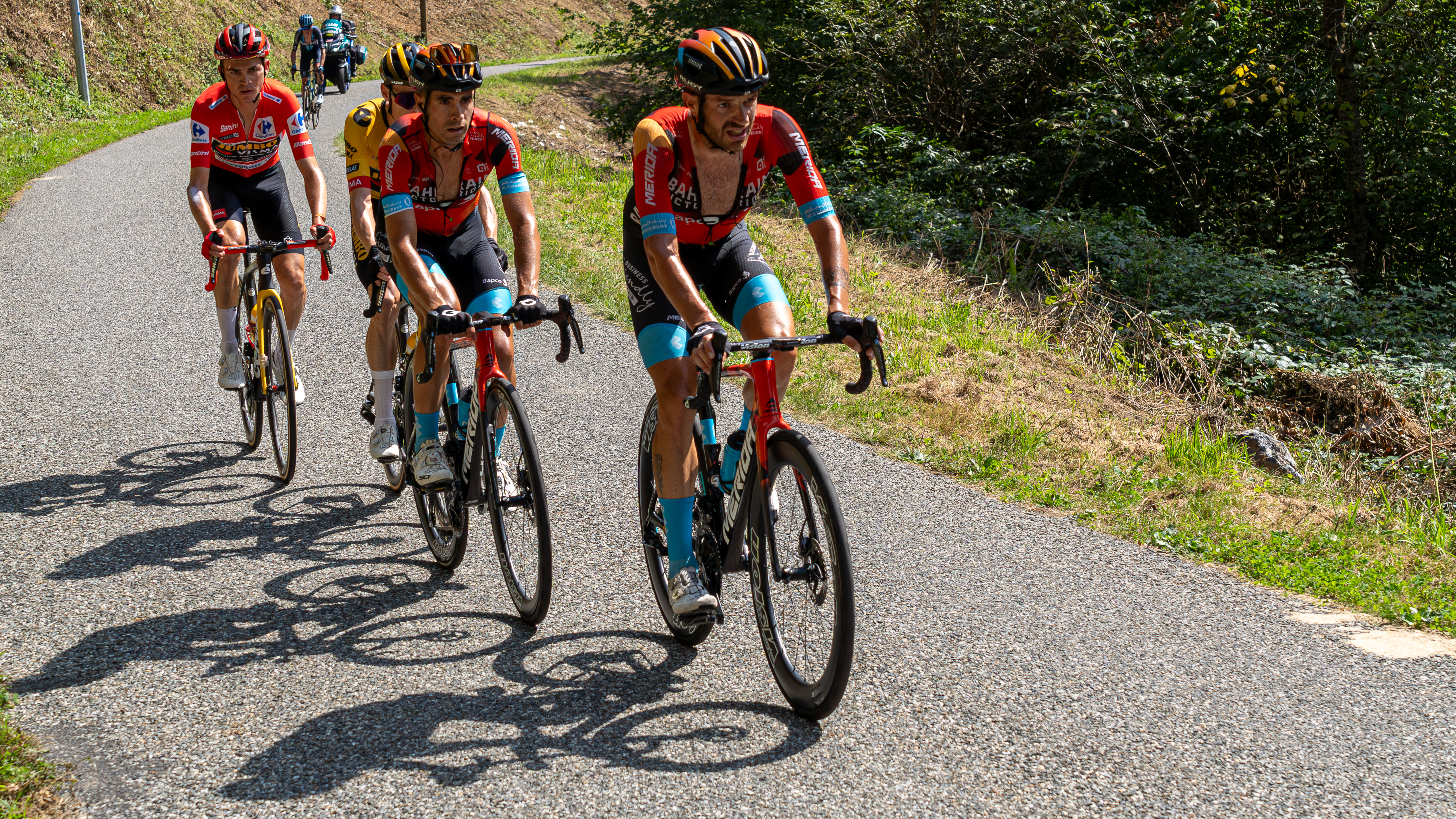
Damiano Caruso, Mikel Landa, Jonas Vingegaard und Sepp Kuss im Anstieg des Col de Spandelles

In der Abfahrt vom Col d'Aubisque wurden die vier Ausreißer gestellt. Im Anschluss forcierte die Bahrain-Victorious-Mannschaft mit Mikel Landa und Damiano Caruso das Tempo in der Abfahrt. Zunächst blieb nur der Gesamtführende Sepp Kuss am Hinterrad der beiden, ehe auch sein Teamkollege Jonas Vingegaard (Jumbo-Visma) die Lücke schloss. Das neue Führungsquartett fuhr mit einem kleinen Vorsprung in die ersten Meter des Col de Spandelles, wurde jedoch wenig später wieder eingeholt. Unmittelbar darauf forcierte Mikel Landa das Tempo erneut und Jonas Vingegaard folgte ihm. Wenig später schlossen auch Sepp Kuss, Primož Roglič (beide Jumbo-Visma), Marc Soler (UAE Team Emirates) und Enric Mas (Movistar) zu den beiden auf, wodurch das Tempo wieder abfiel und sich eine rund 20 Fahrer umfassende Gruppe bildete. Kurz vor der Kuppe setzte sich Michael Storer von der Spitzengruppe ab und holte sich die meisten Punkte bei der Bergwertung. Dahinter sicherten sich Jonas Vingegaard und Juan Ayuso (UAE Team Emirates) die verbliebenen Zeitbonifikationen. Remco Evenepoel überquerte den Col de Spandelles mit einem Rückstand von mehr als sechs Minuten. Beim Zwischensprint in Pierrefitte-Nestalas holte Robert Gesink vor Wilco Kelderman (beide Jumbo-Visma) die meisten Punkte.
Nachdem Robert Gesink das Team Jumbo-Visma im Tal zum Fuße des Col du Tourmalet geführt hatte, übernahm Wilco Kelderman die Tempoarbeit. Lenny Martinez (Groupama-FDJ) fiel bereits auf den ersten Metern des Schlussanstiegs zurück. Rund acht Kilometer vor dem Ziel griff Jonas Vingegaard zweimal an und konnte sich schließlich von den anderen Favoriten absetzen. Hinter dem Dänen formierte sich eine Verfolgergruppe, in der seine Teamkollegen Sepp Kuss und Primož Roglič, sowie Juan Ayuso, Enric Mas und Cian Uijtdebroeks (Bora-hansgrohe) vertreten waren. Während Jonas Vingegaard seinen Vorsprung stetig ausbauen konnte, kam es dahinter zu zahlreichen Attacken, wobei sich keiner der Fahrer entscheidend absetzen konnte. Jonas Vingegaard erreichte das Ziel als Solist und gewann 30 Sekunden vor Sepp Kuss, der auf dem letzten Kilometer erneut angegriffen hatte. Dahinter folgte Primož Roglič als dritter Jumbo-Visma-Fahrer mit einem Rückstand von 33 Sekunden. Juan Ayuso und Cian Uijtebroecks verloren im Zielsprint den Kontakt zu dem Slowenen und wiesen einen Rückstand von 38 Sekunden auf, ehe Enric Mas zwei Sekunden darauf über die Ziellinie fuhr. Mikel Landa verlor als Siebter mehr als eine Minute und Alexander Wlassow (Bora-hansgrohe) und Marc Soler wiesen Rückstände von mehr als zwei bzw. drei Minuten auf. Die Verlierer des Tages waren jedoch João Almeida, der sieben Minuten verlor, und Remco Evenepoel, der den Zielstrich 27 Minuten nach dem Etappensieger überquerte.
Nach der Etappe belegten die Jumbo-Visma-Fahrer die ersten drei Plätze der Gesamtwertung. Sepp Kuss verteidigte das Rote Trikot und lag nun eine Minute und 37 Sekunden vor Primož Roglič und eine Minute und 44 Sekunden vor Jonas Vingegaard. Auf Platz vier folgte mit Juan Ayuso der Führende der Nachwuchswertung mit einem Rückstand von zwei Minuten und 37 Sekunden, während Enric Mas und Marc Soler auf den Plätzen fünf und sechs bereits Rückstände von mehr als drei Minuten aufwiesen. Hinter Mikel Landa, Alexander Wlassow und Cian Uijtdebroeks hielt sich João Almeida in den Top 10, lag jedoch bereits mehr als achteinhalb Minuten zurück. Kaden Groves (Alpecin-Deceuninck) erreichte das Ziel im vorgegebenen Zeitlimit und verteidigte so die Führung in der Punktewertung. Mit seinem Etappensieg setzte sich Jonas Vingegaard an die Spitze der Bergwertung, die er nun mit neun Punkten Vorsprung vor Sepp Kuss anführte. Dahinter folgte Michael Storer, der zum kämpferischsten Fahrer gewählt wurde. Das Team Jumbo-Visma führte weiterhin die Mannschaftswertung an. Mit Callum Scotson (Jayco AlUla) schied nur ein Fahrer während der Etappe aus, wodurch noch 156 Fahrer in der Rundfahrt verblieben.

## Ergebnis
| \| Etappenergebnis \| Etappenergebnis \| Etappenergebnis \| Etappenergebnis \| Etappenergebnis \| \| Fahrer \| Fahrer \| Land \| Team \| Zeit \| \| --------------- \| ----------------- \| ------------------ \| ------------------ \| --------------- \| \| 1. \| Jonas Vingegaard \| Dänemark \| Jumbo-Visma \| 3 h 51 min 10 s \| \| 2. \| Sepp Kuss \| Vereinigte Staaten \| Jumbo-Visma \| + 30 s \| \| 3. \| Primož Roglič \| Slowenien \| Jumbo-Visma \| + 33 s \| \| 4. \| Juan Ayuso \| Spanien \| UAE Team Emirates \| + 38 s \| \| 5. \| Cian Uijtdebroeks \| Belgien \| Bora-Hansgrohe \| + 38 s \| \| 6. \| Enric Mas \| Spanien \| Movistar Team \| + 40 s \| \| 7. \| Mikel Landa \| Spanien \| Bahrain Victorious \| + 1 min 15 s \| \| 8. \| Alexander Wlassow \| Neutrales Banner \| Bora-Hansgrohe \| + 2 min 12 s \| \| 9. \| Steff Cras \| Belgien \| TotalEnergies \| + 2 min 32 s \| \| 10. \| Marc Soler \| Spanien \| UAE Team Emirates \| + 3 min 08 s \| |                   |                    |                    |                 |
| |                   |                    |                    |                 |
| Quelle: ProCyclingStats |                   |                    |                    |                 |
| Etappenergebnis |                   |                    |                    |                 |
| Fahrer | Fahrer            | Land               | Team               | Zeit            |
| 1. | Jonas Vingegaard  | Dänemark           | Jumbo-Visma        | 3 h 51 min 10 s |
| 2. | Sepp Kuss         | Vereinigte Staaten | Jumbo-Visma        | + 30 s          |
| 3. | Primož Roglič     | Slowenien          | Jumbo-Visma        | + 33 s          |
| 4. | Juan Ayuso        | Spanien            | UAE Team Emirates  | + 38 s          |
| 5. | Cian Uijtdebroeks | Belgien            | Bora-Hansgrohe     | + 38 s          |
| 6. | Enric Mas         | Spanien            | Movistar Team      | + 40 s          |
| 7. | Mikel Landa       | Spanien            | Bahrain Victorious | + 1 min 15 s    |
| 8. | Alexander Wlassow | Neutrales Banner   | Bora-Hansgrohe     | + 2 min 12 s    |
| 9. | Steff Cras        | Belgien            | TotalEnergies      | + 2 min 32 s    |
| 10. | Marc Soler        | Spanien            | UAE Team Emirates  | + 3 min 08 s    |

## Gesamtstände
| \| Gesamtwertung \| Gesamtwertung \| Gesamtwertung \| Gesamtwertung \| Gesamtwertung \| \| Fahrer \| Fahrer \| Land \| Team \| Zeit \| \| ------------- \| ----------------- \| ------------------ \| ------------------ \| ---------------- \| \| 1. \| Sepp Kuss \| Vereinigte Staaten \| Jumbo-Visma \| 46 h 42 min 54 s \| \| 2. \| Primož Roglič \| Slowenien \| Jumbo-Visma \| + 1 min 37 s \| \| 3. \| Jonas Vingegaard \| Dänemark \| Jumbo-Visma \| + 1 min 44 s \| \| 4. \| Juan Ayuso \| Spanien \| UAE Team Emirates \| + 2 min 37 s \| \| 5. \| Enric Mas \| Spanien \| Movistar Team \| + 3 min 06 s \| \| 6. \| Marc Soler \| Spanien \| UAE Team Emirates \| + 3 min 10 s \| \| 7. \| Mikel Landa \| Spanien \| Bahrain Victorious \| + 4 min 12 s \| \| 8. \| Alexander Wlassow \| Neutrales Banner \| Bora-Hansgrohe \| + 5 min 02 s \| \| 9. \| Cian Uijtdebroeks \| Belgien \| Bora-Hansgrohe \| + 5 min 30 s \| \| 10. \| João Almeida \| Portugal \| UAE Team Emirates \| + 8 min 39 s \| |                   |                    |                    |                  |
| |                   |                    |                    |                  |
| Quelle: ProCyclingStats |                   |                    |                    |                  |
| Gesamtwertung |                   |                    |                    |                  |
| Fahrer | Fahrer            | Land               | Team               | Zeit             |
| 1. | Sepp Kuss         | Vereinigte Staaten | Jumbo-Visma        | 46 h 42 min 54 s |
| 2. | Primož Roglič     | Slowenien          | Jumbo-Visma        | + 1 min 37 s     |
| 3. | Jonas Vingegaard  | Dänemark           | Jumbo-Visma        | + 1 min 44 s     |
| 4. | Juan Ayuso        | Spanien            | UAE Team Emirates  | + 2 min 37 s     |
| 5. | Enric Mas         | Spanien            | Movistar Team      | + 3 min 06 s     |
| 6. | Marc Soler        | Spanien            | UAE Team Emirates  | + 3 min 10 s     |
| 7. | Mikel Landa       | Spanien            | Bahrain Victorious | + 4 min 12 s     |
| 8. | Alexander Wlassow | Neutrales Banner   | Bora-Hansgrohe     | + 5 min 02 s     |
| 9. | Cian Uijtdebroeks | Belgien            | Bora-Hansgrohe     | + 5 min 30 s     |
| 10. | João Almeida      | Portugal           | UAE Team Emirates  | + 8 min 39 s     |

| Punktewertung | Punktewertung       | Punktewertung      | Punktewertung         | Punktewertung |
| Fahrer        | Fahrer              | Land               | Team                  | Punkte        |
| ------------- | ------------------- | ------------------ | --------------------- | ------------- |
| 1.            | Kaden Groves        | Australien         | Alpecin-Deceuninck    | 203 P.        |
| 2.            | Marijn van den Berg | Niederlande        | EF Education-EasyPost | 85 P.         |
| 3.            | Primož Roglič       | Slowenien          | Jumbo-Visma           | 80 P.         |
| 4.            | Remco Evenepoel     | Belgien            | Soudal Quick-Step     | 79 P.         |
| 5.            | Marc Soler          | Spanien            | UAE Team Emirates     | 79 P.         |
| 6.            | Sebastián Molano    | Kolumbien          | UAE Team Emirates     | 78 P.         |
| 7.            | Andreas Kron        | Dänemark           | Lotto Dstny           | 77 P.         |
| 8.            | Sepp Kuss           | Vereinigte Staaten | Jumbo-Visma           | 76 P.         |
| 9.            | Edward Theuns       | Belgien            | Lidl-Trek             | 72 P.         |
| 10.           | Jonas Vingegaard    | Dänemark           | Jumbo-Visma           | 69 P.         |

| Bergwertung | Bergwertung       | Bergwertung        | Bergwertung       | Bergwertung |
| Fahrer      | Fahrer            | Land               | Team              | Punkte      |
| ----------- | ----------------- | ------------------ | ----------------- | ----------- |
| 1.          | Jonas Vingegaard  | Dänemark           | Jumbo-Visma       | 36 P.       |
| 2.          | Sepp Kuss         | Vereinigte Staaten | Jumbo-Visma       | 27 P.       |
| 3.          | Michael Storer    | Australien         | Groupama-FDJ      | 25 P.       |
| 4.          | Jesús Herrada     | Spanien            | Cofidis           | 22 P.       |
| 5.          | Eduardo Sepúlveda | Argentinien        | Lotto Dstny       | 21 P.       |
| 6.          | Remco Evenepoel   | Belgien            | Soudal Quick-Step | 20 P.       |
| 7.          | Andreas Kron      | Dänemark           | Lotto Dstny       | 20 P.       |
| 8.          | Primož Roglič     | Slowenien          | Jumbo-Visma       | 18 P.       |
| 9.          | Juan Ayuso        | Spanien            | UAE Team Emirates | 15 P.       |
| 10.         | Matteo Sobrero    | Italien            | Team Jayco AlUla  | 11 P.       |

| Nachwuchswertung | Nachwuchswertung  | Nachwuchswertung       | Nachwuchswertung   | Nachwuchswertung  |
| Fahrer           | Fahrer            | Land                   | Team               | Zeit              |
| ---------------- | ----------------- | ---------------------- | ------------------ | ----------------- |
| 1.               | Juan Ayuso        | Spanien                | UAE Team Emirates  | 46 h 45 min 31 s  |
| 2.               | Cian Uijtdebroeks | Belgien                | Bora-Hansgrohe     | + 2 min 53 s      |
| 3.               | João Almeida      | Portugal               | UAE Team Emirates  | + 6 min 02 s      |
| 4.               | Lenny Martinez    | Frankreich             | Groupama-FDJ       | + 7 min 26 s      |
| 5.               | Santiago Buitrago | Kolumbien              | Bahrain Victorious | + 8 min 55 s      |
| 6.               | Einer Rubio       | Kolumbien              | Movistar Team      | + 14 min 45 s     |
| 7.               | Remco Evenepoel   | Belgien                | Soudal Quick-Step  | + 25 min 13 s     |
| 8.               | Attila Valter     | Ungarn                 | Jumbo-Visma        | + 30 min 20 s     |
| 9.               | Antonio Tiberi    | Italien                | Bahrain Victorious | + 49 min 20 s     |
| 10.              | Max Poole         | Vereinigtes Königreich | Team DSM-Firmenich | + 1 h 04 min 11 s |

| Mannschaftswertung | Mannschaftswertung    | Mannschaftswertung           | Mannschaftswertung |
| Team               | Team                  | Land                         | Zeit               |
| ------------------ | --------------------- | ---------------------------- | ------------------ |
| 1.                 | Jumbo-Visma           | Niederlande                  | 139 h 36 min 43 s  |
| 2.                 | UAE Team Emirates     | Vereinigte Arabische Emirate | + 10 min 27 s      |
| 3.                 | Bora-Hansgrohe        | Deutschland                  | + 19 min 20 s      |
| 4.                 | Bahrain Victorious    | Bahrain                      | + 37 min 21 s      |
| 5.                 | Movistar Team         | Spanien                      | + 1 h 03 min 05 s  |
| 6.                 | Groupama-FDJ          | Frankreich                   | + 1 h 25 min 19 s  |
| 7.                 | TotalEnergies         | Frankreich                   | + 1 h 42 min 12 s  |
| 8.                 | EF Education-EasyPost | Vereinigte Staaten           | + 1 h 42 min 37 s  |
| 9.                 | Ineos Grenadiers      | Vereinigtes Königreich       | + 1 h 54 min 50 s  |
| 10.                | Astana Qazaqstan Team | Kasachstan                   | + 1 h 57 min 10 s  |

## Ausgeschiedene Fahrer
- Robbe Ghys (Alpecin-Deceuninck): nahm die Etappe wegen einer Gesäßverletzung nach einem Sturz nicht in Angriff.[4]
- Alan Jousseaume (TotalEnergies): nahm die Etappe wegen Hüft- und Ellenbogenverletzung nach einem Sturz nicht in Angriff.[4]
- Orluis Aular (Caja Rural-Seguros RGA): nahm die Etappe nicht in Angriff.[4]
- Callum Scotson (Team Jayco AlUla): erreichte das Ziel der Etappe nicht.[4]